# Języki ałtajskie

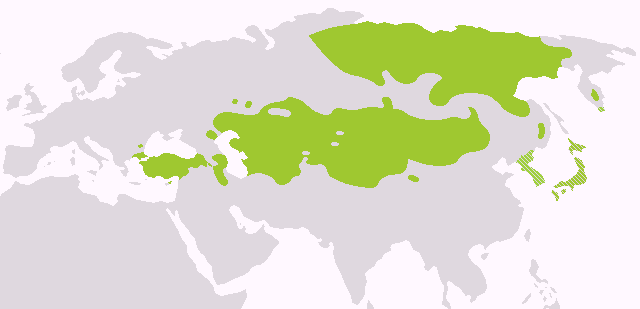
Rozmieszczenie geograficzne języków ałtajskich

Języki ałtajskie – grupa języków, których wzajemne relacje genetyczne są przedmiotem debaty. Dawniej języki ałtajskie uważano za rodzinę językową, współcześnie zaś uznaje się je raczej za ligę językową, czyli zespół języków, których podobieństwa wynikają ze wzajemnych interakcji, nie zaś z pochodzenia ze wspólnego prajęzyka. Ostatnie badania przeprowadzone metodą triangulacji technik antropologicznych, językoznawczych i archeologicznych wskazują jednak na wspólne źródło wszystkich języków ałtajskich. 
Grupa języków ałtajskich dzieli się na trzy rodziny:
- języki turkijskie
- języki mongolskie
- języki tungusko-mandżurskie

Językami ałtajskimi posługuje się ponad 152 mln osób, zamieszkujących rozległe obszary Azji, od Azji Mniejszej przez Azję Środkową i środkową Syberię, aż po chiński i rosyjski Daleki Wschód. Ze względu na swoje podobieństwo do języków uralskich łączone są w jedną ligę uralo-ałtajską. Do języków ałtajskich bywają zaliczane także języki japoński i koreański.
Języki ałtajskie z największą liczbą użytkowników to:
- turecki (ok. 80 mln),
- azerski (ok. 25 mln),
- uzbecki (18,5 mln),
- turkmeński (ok. 6,5 mln),
- tatarski (ok. 6 mln),
- ujgurski (ok. 6 mln),
- kazachski (ok. 5,3 mln),
- kirgiski (ok. 5 mln),[6]
- mongolski (ok. 4,5 mln).

Morfologicznie wszystkie języki ałtajskie należą do języków aglutynacyjnych. Ich cechą charakterystyczną jest również harmonia wokaliczna.

## Klasyfikacja języków ałtajskich
języki ałtajskie (ok. 152 mln)
języki turkijskie (ok. 145 mln)
czuwaski (ok. 1,5 mln)
języki wschodnioturkijskie
uzbecki (ok. 15 mln)
nowoujgurski (ze staroujgurskim †) (ok. 8 mln)
języki północnoturkijskie
jakucki (ok. 300 tys.)
tofa
języki południowoturkijskie
turecki (ok. 80 mln)
turkmeński (ok. 6,5 mln)
azerski (ok. 25 mln)
gagauski (ok. 175 tys.)
krymskotatarski (ok. 300 tys.)
krymczacki (ok. 100 osób)
języki zachodnioturkijskie
kirgiski (ok. 5 mln)
kazachski (ok. 5,3 mln)
kipczacki †
baszkirski (ok. 1,4 mln)
karakałpacki (ok. 350 tys.)
karaimski (ok. 100)
tatarski (ok. 6 mln)
języki mongolskie
buriacki (ok. 350 tys.)
dagurski (ok. 100 tys.)
kałmucki
mogolski
mongolski (wschodniomongolski) (ok. 4,5 mln)
mongorski
santyjski
ojracki (ok. 90 tys.) z kałmuckim (ok. 150 tys.)
języki tungusko-mandżurskie
języki tunguskie
ewenkijski (ok. 48 tys.)
eweński (lamucki) (ok. 13 tys.)
języki mandżurskie
mandżurski
nanajski (goldyjski) (ok. 9 tys.)
udehejski